# Mozaika
Mozaika è l'album di debutto della cantante pop polacca Kasia Cerekwicka, pubblicato il 30 ottobre 2000.

## Tracce
1. Gdzie jesteś?
2. Wszystko co mam
3. Kobieta jest jak księżyc
4. Noc to taka gra
5. Południe
6. Zostań
7. Toniemy
8. Ankara
9. Tak to znowu ja
10. Wieczór jaki lubię
11. Na dzień dobry

## Classifiche
| Classifica (2000) | Posizione massima |
| ----------------- | ----------------- |
| Polonia           | 33                |